# 查查斯區

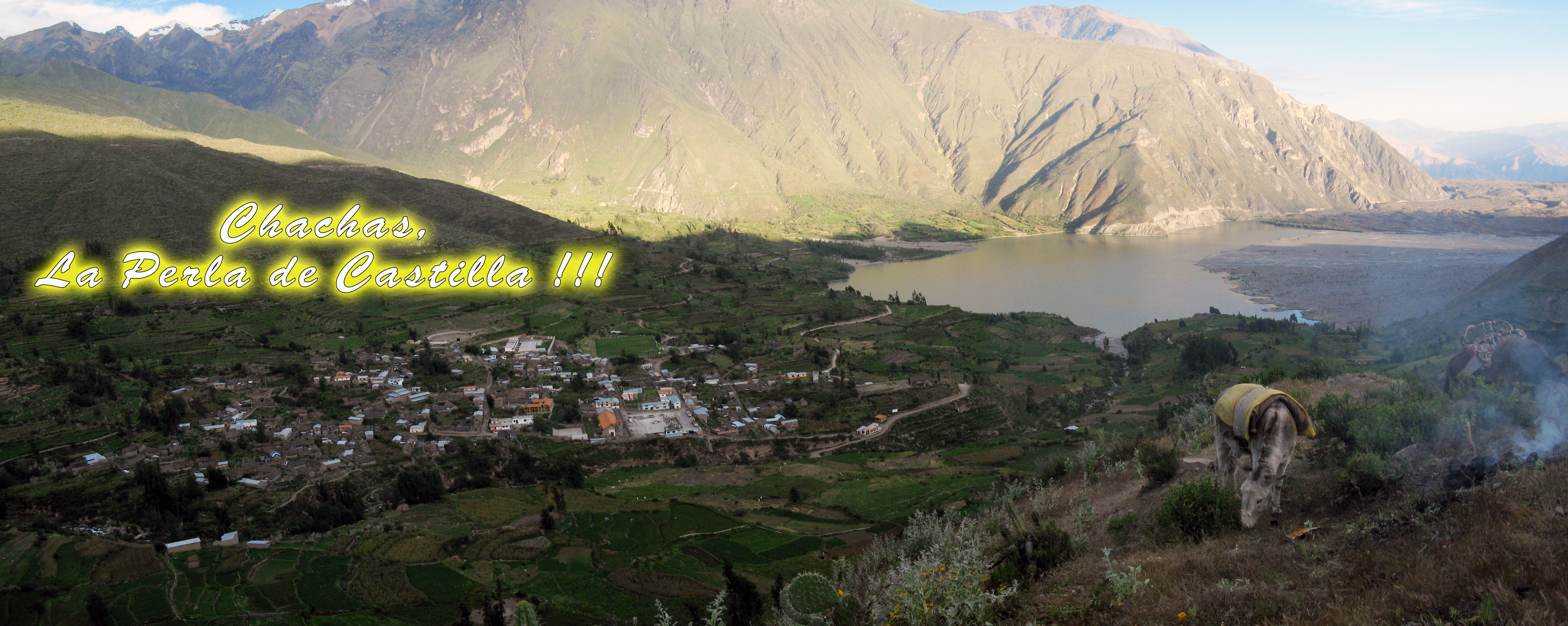

查查斯區（西班牙語：Distrito de Chachas），是秘魯的一個區，位於該國南部阿雷基帕大區的卡斯蒂利亞省，面積1,190.49平方公里，海拔高度3,055米，2005年人口1,992，人口密度每平方公里1.7人。